# Provincia Capitale
Provincia Capitale è un programma televisivo condotto da Edoardo Camurri, in onda in prima visione su Rai 3 e in replica su Rai Storia.
Il programma vuole essere un viaggio alla scoperta delle molteplici identità locali dell'Italia in un intreccio fra presente e passato creato con il racconto di storia, letteratura, personaggi e tradizioni. Facendo largo uso di interviste a personaggi di spicco della vita locale, attraverso dieci "stazioni" per puntata (in modo da dare, secondo Aldo Grasso, un'"idea visiva" che guidi lo spettatore dentro la città), il programma, nella prima edizione, si pone l'obiettivo di raccontare nel modo più vasto ed esauriente possibile la storia, il folklore e la vita di diciotto città che, spaziando da importanti realtà locali come Vigevano e Alba fino a capoluoghi di provincia e regione come Catania e Trieste, sono in grado di produrre una vera e propria "identità di capitale". La stessa idea è ripresa anche nelle puntate delle edizioni successive, anche se con una durata più breve. A ogni puntata del programma, oltre alla presenza di Camurri in veste di intervistatore e guida, partecipano anche Roberto Abbiati (la "mente", presente fino alla nona puntata della terza serie) e Gianni Miraglia (il "forzuto").

## Puntate

### Stagione 2016-2017
Le puntate della stagione 2016-2017 sono andate in onda in prima visione su Rai 3 la domenica alle 10:10 dal 13 novembre 2016 al 19 marzo 2017.
| N° | Città    | Prima TV         |
| -- | -------- | ---------------- |
| 1  | Alba     | 13 novembre 2016 |
| 2  | Vigevano | 20 novembre 2016 |
| 3  | Lecce    | 27 novembre 2016 |
| 4  | Rimini   | 4 dicembre 2016  |
| 5  | L'Aquila | 11 dicembre 2016 |
| 6  | Ferrara  | 18 dicembre 2016 |
| 7  | Trieste  | 8 gennaio 2017   |
| 8  | Livorno  | 15 gennaio 2017  |
| 9  | Salerno  | 22 gennaio 2017  |
| 10 | Catania  | 29 gennaio 2017  |
| 11 | Parma    | 5 febbraio 2017  |
| 12 | Mantova  | 12 febbraio 2017 |
| 13 | Padova   | 19 febbraio 2017 |
| 14 | Pistoia  | 26 febbraio 2017 |
| 15 | Caserta  | 5 marzo 2017     |
| 16 | Aosta    | 12 marzo 2017    |
| 17 | Perugia  | 19 marzo 2017    |
| 18 | Roma     | 2 aprile 2017    |

### Stagione 2017-2018
La stagione 2017-2018 è andata in onda la domenica dal 12 novembre 2017 al 1º aprile 2018 in prima visione su Rai 3 nella fascia oraria 10:30-11:10.
| N° | Città           | Prima TV         |
| -- | --------------- | ---------------- |
| 1  | Asti            | 12 novembre 2017 |
| 2  | Verona          | 19 novembre 2017 |
| 3  | Pisa            | 26 novembre 2017 |
| 4  | Udine           | 3 dicembre 2017  |
| 5  | Cosenza         | 10 dicembre 2017 |
| 6  | Como            | 17 dicembre 2017 |
| 7  | Bolzano         | 24 dicembre 2017 |
| 8  | Modena          | 14 gennaio 2018  |
| 9  | Ravenna         | 21 gennaio 2018  |
| 10 | La Spezia       | 28 gennaio 2018  |
| 11 | Lucca           | 4 febbraio 2018  |
| 12 | Cagliari        | 11 febbraio 2018 |
| 13 | Matera          | 18 febbraio 2018 |
| 14 | Pesaro - Urbino | 25 febbraio 2018 |
| 15 | Bari            | 4 marzo 2018     |
| 16 | Latina          | 11 marzo 2018    |
| 17 | Prato           | 18 marzo 2018    |
| 18 | Da Roma a Ostia | 1º aprile 2018   |

### Stagione 2019
La stagione 2019 è andata in onda in prima visione la domenica dal 13 gennaio al 10 marzo su Rai 3 alle 10:20 per 9 puntate (in replica il lunedì dal 14 gennaio all'11 marzo alle 22:10 su Rai Storia), altre 9 dal 6 Ottobre 2019 sempre su Rai 3 alle 10:20 (in replica dal 7 Ottobre alle 22:10 su Rai Storia).
| N° | Città               | Prima TV         |
| -- | ------------------- | ---------------- |
| 1  | Cuneo               | 13 gennaio 2019  |
| 2  | Il delta del Po     | 20 gennaio 2019  |
| 3  | Treviso             | 27 gennaio 2019  |
| 4  | Siena               | 3 febbraio 2019  |
| 5  | La valle dei Trulli | 10 febbraio 2019 |
| 6  | Palermo             | 17 febbraio 2019 |
| 7  | Monza e la Brianza  | 24 febbraio 2019 |
| 8  | Il Vesuvio          | 3 marzo 2019     |
| 9  | Genova              | 10 marzo 2019    |
| 10 | Langhe              | 6 ottobre 2019   |
| 11 | Versilia            | 13 ottobre 2019  |
| 12 | Procida             | 20 ottobre 2019  |
| 13 | Il Garda            | 27 ottobre 2019  |
| 14 | Bologna             | 3 novembre 2019  |
| 15 | Trento              | 10 novembre 2019 |
| 16 | Arezzo              | 17 novembre 2019 |
| 17 | Potenza             | 24 novembre 2019 |
| 18 | Brescia             | 1º dicembre 2019 |